# コモンドール

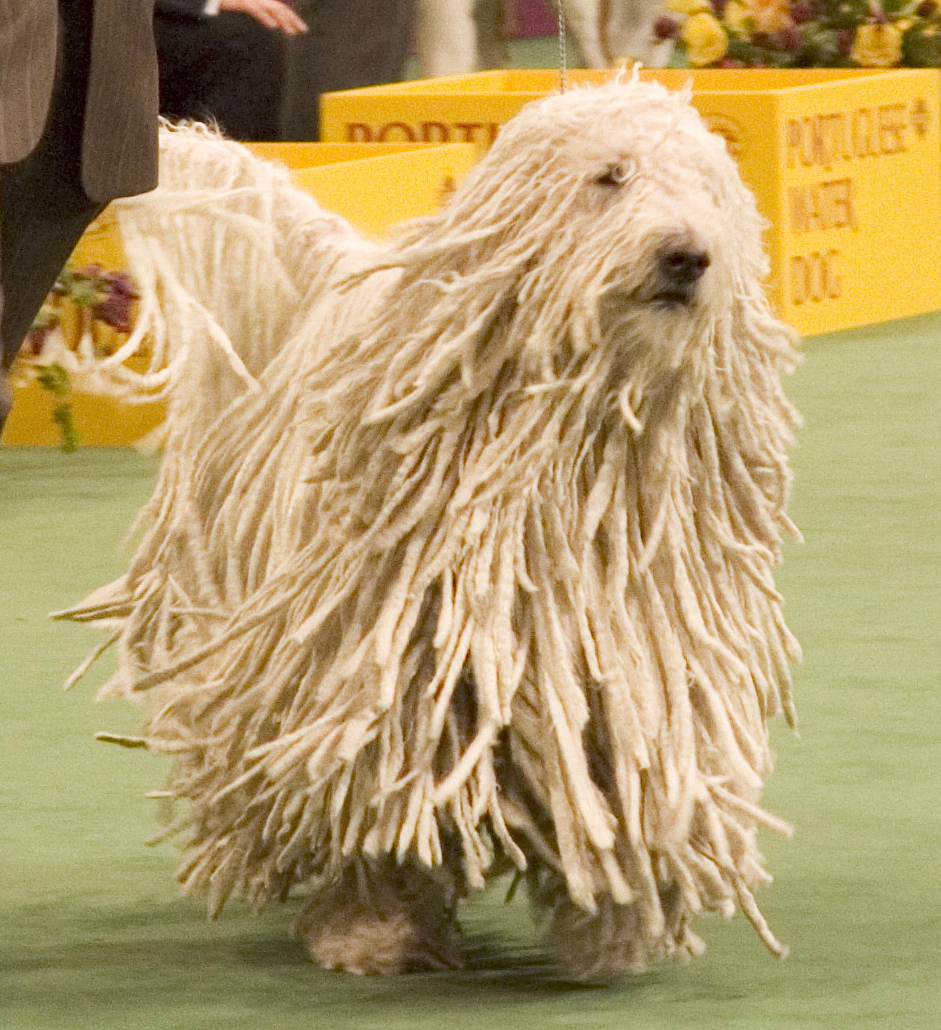
コモンドール

コモンドール（英語: Komondor）/ コモンドル（ハンガリー語: komondor）とは、ハンガリー原産の護畜用犬種である。

## 歴史
生い立ちについてはよく分かっていないが、古くから存在する犬種である。ベルガマスコ・シェパード・ドッグやマレンマ・シープドッグのアブルツェーゼタイプのものなどが作出に用いられたと考えられている。このコモンドールという名を得たのは1544年であり、それ以前から存在していたことが確認されている。主に護畜犬として使われ、羊を狼や泥棒から守るのに使われていた。尚、羊を誘導する牧羊犬としての仕事はムーディ、プーミー、プーリーなど牧羊専門の犬種が務め、羊を守ることがコモンドールの専門職である。
長い間護畜犬としてのみ使われていたが、近年はショードッグとして使われることが多くなってきている。現在も実用犬として多く使われているのは原産国ハンガリーとアメリカ合衆国だけであるともいわれている。しかし、過去に絶滅の危機に陥ったことは無く、今も頭数と人気が安定している。とはいえ、手入れの大変さからペットとして飼育されているものは珍しい。

## 特徴
コモンドール最大の特徴は、縄のれんのように垂れた長いシャギーコート（むく毛）である。このコートは狼などと戦う際に牙が体まで入らないようにする鎧のような役割を果たす。この厚いコートは三重構造になっていて、上毛は粗く硬めのオーバーコート、中毛は油分の多い水をはじくミドルコート、下毛は細かく密生したやわらかい肌毛で成り立っている。このため、寒さや雨風にも強い。毛色はアイボリー（象牙色）に限られる。コートにばかり目が行ってあまりその他の特徴を見る人は多くないが、マスティフのような筋骨隆々でがっしりした体格をしている。マズルと脚は短く太く、力が強い。胴は少し長めで、耳は垂れ耳、尾は垂れ尾。耳と尾にも縄状の飾り毛が生えているため、遠くから見ると見にくく、それらの判別が難しい。体高は雄65〜80cm、雌55〜70cmで体重は雄50〜59kg、雌36〜50kgの大型犬。性格は優しく知的であるが、警戒心が強い。子供や他の犬に対しても仲良くすることが出来るが、見知らぬ人になでられるのは嫌いである。運動量は多めだが、体重が重いため関節に負担をかけないように注意が必要である。かかりやすい病気は長いコートが目に入って起こる眼疾患や大型犬でありがちな股関節形成不全、日本のような高温多湿の国で飼育した際に起こりやすい皮膚病・皮膚炎などがある。

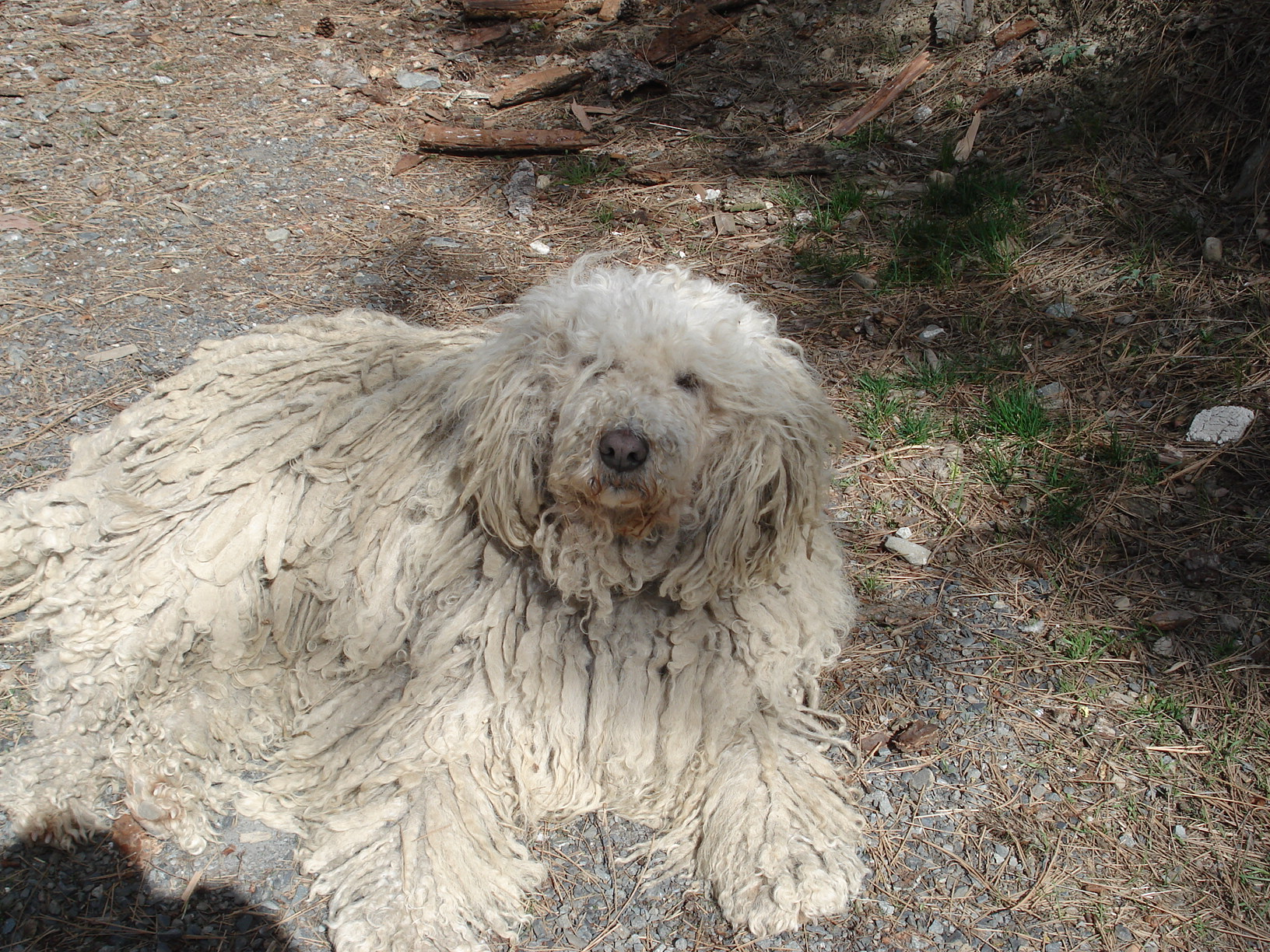
地面に寝そべるコモンドール

本種はかなり飼育するのが大変な犬種であるが、その一番の要因は訓練が必要な点ではない。特有の縄状のコートの手入れが難しいことで、汚れやすいが毛がほつれるのを防ぐために頻繁なシャンプーやブラッシングが出来ない。汚れた部分や死毛は手で切ったり抜いたりし、ブラッシングは一切行えず、時々人の手でコートの形を整える。シャンプーは非常に大変で、ショー若しくはペット用の犬は月に1回、実用のものは年に1回行う必要がある。数人がかりで縄状のコートを1本1本ほぐれないように丁寧に洗い、タオルで水を拭く際も1本1本丁寧に拭く必要がある。このように手入れに非常に手間がかかるため、ペット用のものはライオンクリップを施されていたり、完全にコートを刈り取られている場合も多い。
ちなみに、コモンドールのコートは成長に伴って伸びて行き、個体によって長さが揃うまでの期間が異なる。仔犬のころはテディベアカットを施したプードルのような容姿をしている。